# Список послов СССР и России в Польше
В статье представлен список послов России и СССР в Польше (до 1795 года — Речи Посполитой).

## Хронология дипломатических отношений
- 1673 год — открыта российская миссия в Варшаве.
- 24 октября 1795 года — дипломатические отношения прерваны после ликвидации Речи Посполитой.
- 27 апреля 1921 года — установлены дипломатические отношения между Польской республикой и РСФСР.
- 23 июля 1923 года — установлены дипломатические отношения с СССР на уровне миссий.
- 16 февраля 1934 года — миссии преобразованы в посольства.
- 17 сентября 1939 года — дипломатические отношения прерваны правительством СССР.
- 30 июля 1941 года — восстановлены дипломатические отношения с польским правительством в Лондоне.
- 25 апреля 1943 года — дипломатические отношения прерваны правительством СССР.
- 25 июля — 1 августа 1944 года — создано представительство при Польском комитете национального освобождения.
- 2—5 января 1945 года — установлены дипломатические отношения с Временным правительством Польской Республики на уровне посольств.

## Список послов
| Срок полномочий                   | Посол                                   | Годы жизни | Вручение верительных грамот | Комментарии               |
| --------------------------------- | --------------------------------------- | ---------- | --------------------------- | ------------------------- |
| Русское царство                   |                                         |            |                             |                           |
| Октябрь 1673 — май 1677           | Василий Михайлович Тяпкин               |            |                             | Резидент                  |
| 20 января 1688 — 1689             | Прокофий Богданович Возницын            | 164?—1702  |                             | Резидент                  |
| Март 1689 — 1691                  | Иван Михайлович Волков                  |            |                             | Резидент                  |
| 2 августа 1691 — 29 мая 1696      | Борис Михайлович Михайлов               |            |                             | Резидент                  |
| 4 марта 1696 — 20 мая 1700        | Алексей Васильевич Никитин              |            |                             | Резидент                  |
| 1700 — 1701                       | Любим Сергеевич Судейкин                |            |                             | Резидент                  |
| Ноябрь 1700 — ноябрь 1701         | Григорий Фёдорович Долгоруков           | 1657—1723  |                             | С особым поручением       |
| 3 февраля 1701 — 1701             | Василий Тимофеевич Постников            | ум. 1708   |                             | Посланник                 |
| Ноябрь 1701 — 1706                | Григорий Фёдорович Долгоруков           | 1657—1723  |                             | Посланник                 |
| 1702 — 20 декабря 1705            | Иоганн Рейнгольд фон Паткуль            | 1660—1707  |                             | Посланник                 |
| Март 1706 — 4 сентября 1707       | Василий Лукич Долгоруков                | 1672—1739  |                             |                           |
| Октябрь 1709 — 1712               | Григорий Фёдорович Долгоруков           | 1657—1723  |                             |                           |
| 18 декабря 1712 — 17 марта 1715   | Алексей Иванович Дашков                 | ум. 1733   |                             | Резидент                  |
| 1715 — 1721                       | Григорий Фёдорович Долгоруков           | 1657—1723  |                             |                           |
| Российская империя                |                                         |            |                             |                           |
| 1721 — 1725                       | Сергей Григорьевич Долгоруков           | ум. 1739   |                             |                           |
| Май 1725 — 1726                   | Василий Лукич Долгоруков                | 1672—1739  |                             | Полномочный министр       |
| Май 1726 — 1728                   | Михаил Петрович Бестужев-Рюмин          | 1688—1760  |                             | Посланник                 |
| 3 августа 1726 — 20 апреля 1727   | Павел Иванович Ягужинский               | 1683—1736  |                             | Полномочный министр       |
| 1728                              | Сергей Григорьевич Долгоруков           | ум. 1739   |                             |                           |
| 1728 — 1731                       | Михаил Петрович Бестужев-Рюмин          | 1688—1760  |                             | Посланник                 |
| 1731 — 1733                       | Фридрих Казимир Левенвольде             | 1692—1769  |                             | Посланник                 |
| 14 марта 1733 — 1734              | Карл Густав Левенвольде                 | ум. 1735   |                             |                           |
| 14 марта 1733 — 1744              | Герман Карл фон Кейзерлинг              | 1697—1764  |                             |                           |
| Сентябрь 1744 — декабрь 1748      | Михаил Петрович Бестужев-Рюмин          | 1688—1760  |                             | Посланник                 |
| 1749 — 1752                       | Герман Карл фон Кейзерлинг              | 1697—1764  |                             |                           |
| 1752 — 1758                       | Алексей Леонтьевич Гросс                | 1713—1765  |                             |                           |
| 1756 — 1758                       | Михаил Никитич Волконский               | 1713—1788  |                             |                           |
| 1758 — 1762                       | Фёдор Матвеевич Воейков                 | 1703—1778  |                             |                           |
| 1762 — 30 сентября 1764           | Герман Карл фон Кейзерлинг              | 1697—1764  |                             |                           |
| 1763 — апрель 1769                | Николай Васильевич Репнин               | 1734—1801  |                             | Посланник                 |
| Апрель 1769 — 1771                | Михаил Никитич Волконский               | 1713—1788  |                             |                           |
| 1771 — август 1772                | Каспар Сальдерн                         | 1711—1788  |                             |                           |
| Август 1772 — 1790                | Оттон-Магнус Штакельберг                | 1736—1800  |                             | Посланник                 |
| 19 марта 1790 — 22 декабря 1792   | Яков Иванович Булгаков                  | 1743—1809  |                             |                           |
| 24 ноября 1792 — 2 декабря 1793   | Яков Ефимович Сиверс                    | 1731—1808  |                             |                           |
| 30 мая 1793 — 1794                | Осип Андреевич Игельстром               | 1737—1823  |                             |                           |
| 1794 — 1795                       | Иван Фёдорович Аш                       | 1726—1807  |                             | Резидент                  |
| РСФСР                             |                                         |            |                             |                           |
| 30 мая 1921 — 9 октября 1922      | Лев Михайлович Карахан                  | 1889—1937  | 10 сентября 1921            | Полномочный представитель |
| СССР                              |                                         |            |                             |                           |
| 16 октября 1922 — 16 октября 1924 | Леонид Леонидович Оболенский            | 1873—1930  | 3 января 1924               | Полномочный представитель |
| 16 октября 1924 — 7 июня 1927     | Пётр Лазаревич Войков                   | 1888—1927  | 8 ноября 1924               | Полномочный представитель |
| 7 июня 1927 — 1927                | Александр Фёдорович Ульянов             | 1901—1937  |                             | Поверенный в делах        |
| 17 сентября 1927 — 1 декабря 1929 | Дмитрий Васильевич Богомолов            | 1890—1937  | 11 октября 1927             | Полномочный представитель |
| 1 декабря 1929 — 30 января 1930   | Юрий Михайлович Коцюбинский             | 1896—1937  |                             | Поверенный в делах        |
| 30 января 1930 — 5 апреля 1934    | Владимир Александрович Антонов-Овсеенко | 1883—1938  | 30 января 1930              | Полномочный представитель |
| 5 апреля 1934 — 26 октября 1937   | Яков Христофорович Давтян               | 1888—1937  | 13 апреля 1934              | Полномочный представитель |
| 1937 — 1939                       | Павел Прокофьевич Листопад              | 1903—1956  |                             | Поверенный в делах        |
| 1 июня — 25 октября 1939          | Николай Иванович Шаронов                | 1901—?     | 3 июня 1939                 | Полномочный представитель |
| 21 августа 1941 — 25 апреля 1943  | Александр Ефремович Богомолов           | 1900—1969  | 16 сентября 1941            |                           |
| 6 января 1945 — 2 марта 1951      | Виктор Захарович Лебедев                | 1900—1968  | 3 марта 1945                |                           |
| 2 марта 1951 — 21 июня 1953       | Аркадий Александрович Соболев           | 1903—1964  | 24 марта 1951               |                           |
| 21 июня 1953 — 28 марта 1954      | Георгий Михайлович Попов                | 1906—1968  | 20 июля 1953                |                           |
| 28 марта 1954 — 8 мая 1955        | Николай Александрович Михайлов          | 1906—1982  | 22 апреля 1954              |                           |
| 8 мая 1955 — 3 октября 1957       | Пантелеймон Кондратьевич Пономаренко    | 1902—1984  | 11 мая 1955                 |                           |
| 3 октября 1957 — 14 февраля 1961  | Пётр Андреевич Абрасимов                | 1912—2009  | 19 октября 1957             |                           |
| 14 февраля 1961 — 10 марта 1971   | Аверкий Борисович Аристов               | 1903—1973  | 18 февраля 1961             |                           |
| 10 марта 1971 — 17 мая 1978       | Станислав Антонович Пилотович           | 1922—1986  | 20 марта 1971               |                           |
| 17 мая 1978 — 11 июля 1983        | Борис Иванович Аристов                  | 1925—2018  | 13 июня 1978                |                           |
| 11 июля 1983 — 3 января 1986      | Александр Никифорович Аксёнов           | 1924—2009  | 19 июля 1983                |                           |
| 3 января 1986 — 8 мая 1990        | Владимир Игнатьевич Бровиков            | 1931—1992  |                             |                           |
| 8 мая 1990 — 25 декабря 1991      | Юрий Борисович Кашлев                   | 1934—2006  |                             |                           |
| Российская Федерация              |                                         |            |                             |                           |
| 25 декабря 1991 — 2 ноября 1996   | Юрий Борисович Кашлев                   | 1934—2006  |                             |                           |
| 2 ноября 1996 — 16 ноября 1998    | Леонид Вадимович Драчевский             | 1942—      |                             |                           |
| 13 апреля 1999 — 23 февраля 2002  | Сергей Сергеевич Разов                  | 1953—      |                             |                           |
| 23 февраля 2002 — 23 июня 2005    | Николай Николаевич Афанасьевский        | 1940—2005  |                             |                           |
| 21 апреля 2006 — 21 июня 2010     | Владимир Михайлович Гринин              | 1947—      | 23 мая 2006                 |                           |
| 21 июня 2010 — 26 августа 2014    | Александр Николаевич Алексеев           | 1951—      | 7 сентября 2010             |                           |
| 26 августа 2014 — 25 июля 2025    | Сергей Вадимович Андреев                | 1958—      | 16 октября 2014             |                           |
| 25 июля 2025 — настоящее время    | Георгий Викторович Михио                | 1972—      |                             |                           |